# د فست شو
نمایش سریع  یا د فست شو (انگلیسی: The Fast Show) که با نام درخشان (انگلیسی: Brilliant) نیز معروف است، یک نمایش طنز کمدی از بی‌بی‌سی است که از سال ۱۹۹۴ تا ۱۹۹۷ و ویژه برنامه‌اش از ۲۰۰۰ و ۲۰۱۴ پخش شد. بازیگران اصلی این نمایش پل وایتهاوس، چارلی هیگسون، سایمون دی، مارک ویلیامز، جان تامسون، آرابلا ویر و کارولین آهرن بودند. از دیگر بازیگران مهم می‌توان به فیلیکس دکستر، پل شیرر، رئیس توماس، جف هاردینگ، ماریا مک ایرلین، اریل مینارد، کالین مک‌فارلن و دونا اوین اشاره کرد.